# Parahigginsia phakelloides
Parahigginsia phakelloides är en svampdjursart som beskrevs av Arthur Dendy 1924. Parahigginsia phakelloides ingår i släktet Parahigginsia och familjen Heteroxyidae.
Artens utbredningsområde är havet kring Nya Zeeland. Inga underarter finns listade i Catalogue of Life.